# 妖幻の血
『妖幻の血』（ようげんのち）は、赤美潤一郎による日本の漫画作品。『月刊少年ガンガン』（スクウェア・エニックス）にて2001年11月号から2002年9月号まで連載され、その後『ガンガンパワード』へ移籍した。『ガンガンYG』弐号（2004年4月発売）に外伝の読切が掲載された。
連載は2004年冬季号（12月24日発売）を最後に長期休載中である。

## 概要
昭和初期の東京を舞台とし、特殊な血を持つ人々が自らの宿命に苦悩し葛藤する様を描く。シリアスな話の中に作者独特のギャグが挿入される。

## あらすじ
中谷柳之介は探し求めていた音吉の作品を売ってもらう為、杉浦秋彦のいる母校を訪れる。しかしそれは、特異体質の柳之介を狙った秋彦の罠だった。肉吸人形ぼたんに切り掛かられる柳之介、しかし飛び散った血を浴びた音吉の作品、吸血人形のばらは突如として動き出し、柳之介を独占しようと秋彦やぼたんと交戦する。しかしやがて追い詰められた柳之介は、血の中に秘められた双頭の大蛇を呼び起こす。そうして明らかになる中谷家の陰謀、それを知った秋彦は自らの理念の下に大蛇に喰われた。そして次に柳之介が目覚めた時、その周りにはのばらとぼたんの姿があった。柳之介一人では大蛇を抑制する事が出来ない。しかしのばらは血を、ぼたんは肉を吸う事で大蛇を弱らせる事が出来るのだ。かくして柳之介はのばら、ぼたんと共に同居する事となり、また幾度の騒動に巻き込まれていく事となる。

## 登場人物

### 主要人物
中谷柳之介（なかたに りゅうのすけ）
本編の主人公。陰陽師の名門、中谷家の次男で25歳。
気弱な中に冷淡さを覗かせる性格で、のばらからは「暖かくもなく冷たくもなくなまぬるい」と称される。ただし、極度のヘタレである。
医科の学生を経て現在は薬屋を営む。家を離れているが、ある程度の陰陽術をこなす。陰陽術の腕は三流だが、それは血に潜む双頭の大蛇を封じるのに力の大部分を回している為。家系の中で双頭の大蛇を持つのは柳之介のみであり、相応に強大な力を持っているので親族からは期待されている。喚び出した大蛇を体内へ戻す際、やのばらやぼたんの協力を得る事が多い。人を喰う事を忌避するが、これまでに凄まじい数の人間を喰ってきたらしい。
のばら
人形師、音吉が作った吸血人形。白髪に緑眼を持つ、13歳ほどの少女の姿をしている。
尊大にして我侭な性格で、残虐とも思える冷酷さを覗かせる。また、かなりのサド気質。
柳之介の血を浴びた事で動きだし、自らを柳之介の下僕と位置づけているがその態度は尊大である（本人曰く「主っていうのは下僕の奴隷なのよ」との事）。食事として毎日柳之介から血を吸っている。爪は伸縮自在で、戦う際には武器として用いる。
杉浦ぼたん（すぎうら ぼたん）
秋彦によって肉吸人形に改造された17歳の少女。黒髪のおかっぱに赤いリボンをしている。
肉吸人形化の弊害で感情の起伏が無くなり、あらゆるものを肉としてしか見る事が出来ない。しかしそれでも、ある程度の人間としての人格や倫理観を残している。極度の天然ボケで、食欲の権化。
15歳の頃に秋彦と結婚、まもなく肺を冒された為に秋彦から治療という名目で様々な義体処理を施される。その結果肉吸人形となり、強靭な身体能力や治癒力を獲得し、肺も治ったが心を冒された。多くの場合、包丁を武器にして戦う。ちなみに人体改造の後遺症で、つむじを押されると何故が舌が出る。

### 一般人
杉浦秋彦（すぎうら あきひこ）
柳之介の大学時代の先輩で、今は大学病院の教授。ぼたんの夫で、30歳。
非常に理知的かつ信念の強い性格で、自らの信念の為ならば既存の倫理観にも囚われない。転じて、自身の興味がある事以外には全く興味が行かない。
「大多数を救う為なら少数を犠牲にするのも厭わない」という理念の下、義体研究の為に何人もの入院患者を犠牲にする。柳之介に宿る蛇血に気付き、柳之介を材料にしようとする。しかし柳之介の調査をする内に中谷家の秘密を知り、結果的にそれが遠因となって死ぬ事となった。死の間際、柳之介にぼたんを託す。
緒川楓（おがわ かえで）
柳之介の幼馴染。筋肉質な巨漢で、非常に汗臭い。
豪儀にして豪快、義理と人情に厚い性格だが結構自分勝手な所もある。ちなみに性格もかなり汗臭い。居合いをやっている。本人曰く「汗とスネ毛と下駄は漢の三種の神器」らしい。

### 四紅の犬・狐
幽戸（ゆうこ）
闇競売でよろず屋を営む白髪の男。四紅の狐を宿している。
飄々としたつかみ所の無い性格で、道化じみた挙動が目立つ。しかしその実は冷酷にして残酷、辛辣な言葉を吐く事も多い。
べとべとさんとねこべとさんを飼っている。独自の判断で行動しており、のばらを自分の物にしようと画策する。また冬歌の事を大事に扱っているが、犬からは嫌われているらしい。胸に謎の古傷がある。のばらと同様に爪を伸ばす事が出来る。また、血の臭いを消す等といった四紅に関する幾つもの技術を持っている。
佐伯冬歌（さえき ふゆか）
柳之介の店に薬を卸している薬種問屋。ウェーブがかった長髪の女性で、19歳。四紅の犬を血に宿している。
温和で淑やかな性格を装うが、その実は冷淡で策謀に長けている。だが大事なものの危機には狼狽する事も多く、犬や幽戸の危機には動揺していた。
犬が血液の病気になり、その苦痛を和らげてやるために柳之介の血を求めて襲いかかる。幼い頃に幽戸に拾われて育てられた、義理の娘でもある。しばらくの間幽戸とは別行動をとっていたらしいが、山羊沼学院の一件の後に合流する。
犬（いぬ）
山犬とも呼ばれる。冬歌の血に宿る四紅の犬。登場する四紅の中では唯一人語を話す。
奇血魚によって血の病気を患うが、柳之介の大蛇の血を喰った事でそれを払拭する。長毛に丸々とした巨体、長い耳を持つ事から「豚うさぎ」「（ムダ）毛カバ」などと散々な呼び名がある。

### 山羊沼学院関連
椎名（しいな）
15歳。蝙蝠の血を持つ一族の遠縁にあたる少年。八木沼学院生物部の生徒であり、かなりの金持ち。榧を救うために、四紅の血を求める。佐伯冬歌に激しい憎悪を抱いている。
榧（かや）
14歳。蝙蝠の血を持つ一族の本家の少女。2年前、冬歌に襲われ死にかけるが、四郎の血の獣を分け与えられ延命する。
四郎（しろう）
椎名の兄だが血の繋がりはない。榧と椎名に自分の血の獣を与え絶命した。
三田鳥一郎（みた ちょういちろう）
八木沼学院の教師。四郎の友人で、その弟である椎名をサポートする。
釉薬（ゆうすけ）
14歳。八木沼学院生物部の生徒。目玉集めが趣味。
まりあ
15歳。八木沼学院生物部の生徒。生き物を改造することが好き。

### 極楽会関連
房持（ふさもち）
極楽会の構成員である女。金を貸していた杉浦秋彦が行方不明になったため、妻であるぼたんを売りその穴埋めをすることになり、その売買を担当することになった。
玉持（たまもち）
極楽会の構成員である男。ぼたんに惚れている。

## 用語
四紅（しこう）
大蛇・犬・狐・蝙蝠の獣それぞれの血を持つ一族のこと。この血を持つ者達はそれぞれに対応した獣を具現化することができる。具現化した獣が死ぬと、その主である本人も死ぬ。また、獣に人間を食べさせなければ本人が弱りいずれ死に至る。過去にはもっと多くの種類が存在したが、今では4種しか残っていない。犬の血を持つ者は冬歌1人だけである。
キメラワークス
人が扱えるキメラ。只のキメラ（合成獣）は誰でも作成可能だが、キメラワークスは誰でも作れるものではない。
べとべとさん・ねこべとさん
クッションの様な丸い形をした妖怪。猫耳付と付いていないものの2種類がある。めったに喋らないが心の中では色々なことを考えている。

## 単行本
1. 1巻：2002年3月22日発売 ISBN 9784757506626
2. 2巻：2002年9月21日発売 ISBN 9784757507937
3. 3巻：2003年5月22日発売 ISBN 9784757509443
4. 4巻：2003年12月22日発売 ISBN 9784757510715